# Eucario de Tréveris
San Eucario fue el primer obispo de Tréveris.
El apóstol San Pedro lo envió en las cercanías de Tréveris con San Valerio y San Materno hacia el año 50. Llegado en aquel país resucitó al hijo de una viuda rica llamada Albana y por eso consiguió el permiso de edificar una iglesia. Se añade que un día que muchos de sus enemigos habían formado el designio de apedrearlo mientras estaba en el púlpito, cuando quisieron ejecutarlo sus manos se envararon pero que San Eucario los sanó por sus oraciones. 
Dicen algunos que murió el año 66 y otros el de 73.